# Илясов, Иван Васильевич
Иван Васильевич Илясов (3 декабря 1912 — 6 июля 1943, у села Крутой Лог, Курская область) — капитан Рабоче-крестьянской Красной Армии, участник Великой Отечественной войны, Герой Советского Союза (1943).

## Биография
Иван Илясов родился 3 декабря 1912 года в селе Хильмилли (ныне — Шемахинский район Азербайджана). Получил начальное образование, после чего работал в сельскохозяйственной отрасли, позднее стал помощником начальника железнодорожной станции. В 1934—1936 годах проходил службу в Рабоче-крестьянской Красной Армии. В 1940 году Илясов повторно был призван в армию. С сентября 1941 года — на фронтах Великой Отечественной войны. 6 декабря 1941 года  в бою за овладение селом Дмитриевка  Снежнянского района Сталинской области  повел свой взвод в атаку и овладел высотой 130,5. Награжден медалью «За отвагу».
К июлю 1943 года гвардии капитан Иван Илясов командовал ротой 214-го гвардейского стрелкового полка 73-й гвардейской стрелковой дивизии 7-й гвардейской армии Воронежского фронта. Отличился во время оборонительного этапа Курской битвы.
С рассвета 6 июля 1943 года Илясов со своей ротой вёл бой в районе села Крутой Лог Белгородского района Белгородской области. Благодаря его умелому командованию рота более 13 часов успешно держала оборону против танковых и пехотных атак противника, поддерживаемых авиацией и артиллерией. До наступления темноты было отбито 11 атак. В том бою Илясов вёл бой с прорвавшимися на позиции роты немцами и погиб в своём окопе, заживо похороненный «проутюжившим» окоп танком. Похоронен в селе Никольское (Шебекинский район ныне Белгородской области).
Указом Президиума Верховного Совета СССР от 1 ноября 1943 года гвардии капитан Иван Илясов был удостоен высокого звания Героя Советского Союза (посмертно). Был награждён орденом Ленина.

## Память
В честь Илясова названа школа в его родном селе.